# Stamp Out
《Stamp Out》为Monoceros公司于2005年6月30日发售的PC用女性向18禁BL游戏作品。冒险、悬疑向。

## 登场人物
赤江昌行（声：绿川光）
主人公。国家反恐特殊部队（简称ZAT）所属狙击手。在一次罪犯挟持人质抢劫银行的事件中，瞄准目标的时候看到目标用口型说出了自己的名字，然后因为在对讲机里面听到了阻击命令（但是其他的狙击手都没有听到），提前射杀了犯人，导致现场混乱、仰慕的队长右手受伤，深感自责的他辞去职位回家，闭门不出。
岛田秀志（声：中井和哉）
主人公高校时代的亲友。
现在是人气偶像，好感度NO.1的俳优。外号“价值100万元的笑脸”。
在银行抢匪事件中成为人质。
久川武郎（声：石川英郎）
ZAT队长，主人公仰慕、憧憬的前辈。
片山勋（声：草尾毅）
久川武郎的朋友。
铃木雪也（声：下野纮）
主人公在ZAT的队友。冲动健气系。
田中纯哉（声：高城元气）
主人公在ZAT的队友。温和治愈系。
约翰·史密斯（ジョン·スミス，声：桧山修之）
大型IT企业董事长。暗杀任务委托人。
中谷荣（声：神奈延年）
大型IT企业负责人。
榎本正（声：野岛健儿）
岛田秀志的经纪人。
岛田阳菜（声：成濑未亚）
岛田秀志的妹妹。

## END数目
本作中主角可攻可受可BG，共有21种不同的END
- 岛田×赤江END 4个（TRUE END、GOOD END、BAD END、射杀END）
- 久川×赤江END 3个（GOOD END、搞笑END、BAD END）
- 片山×赤江END 2个（GOOD END、NORMAL END）
- 铃木×赤江END 1个
- 赤江×田中END 1个
- Smith×赤江END 1个
- 中谷×赤江END 1个
- 榎本×赤江END 1个
- 赤江×洋菜END 2个（NORMAL END、经纪人END）
- 其他END 5个 （久川兄弟END 1个，山路END 2个、孤独END 2个）

只有和岛田的TRUE END之后会播放主角赤江昌行（绿川光）演唱的主题曲和ED画面。其他END均只有音乐。